# 皇居外苑汚物散布事件
皇居外苑汚物散布事件（こうきょがいえんおぶつさんぷじけん）とは、1990年（平成2年）11月21日に東京都千代田区で発生したテロ事件。
日本の新左翼の戦旗日向派（現在のアクティオ・ネットワーク）が起こした事件である。

## 事件の発端
1990年（平成2年）11月23日に第125代天皇明仁の大嘗祭が挙行されることになり、新左翼各派は即位の礼と大嘗祭に反対すべく日本各地でテロ事件を続発させていた。

## 事件の概要
事件当日、新左翼党派「戦旗日向派」の活動家・川添達雄と運転手は糞尿を積載した散水車で八丁堀方面から皇居外苑に向かった。
午前11時15分、散水車は二重橋前交差点を右折し、内堀通りの中央分離帯に横付けした。そして川添らは「大嘗祭を粉砕するぞ！」と叫びながらアジビラをばら撒いた後、散水車の栓を抜いて、中の糞尿を路上に垂れ流し始めた。時々ポリバケツですくっては、まだ広がっていない部分に撒いていった。あたり一面に異臭が立ち込めたという。
警戒中の警察官が駆けつけたが、川添はこれらの警察官に向かってバケツの中身をかけるなど、少しでも長く糞尿が路上に広がるよう抵抗した。川添はバケツが空になった隙をついて取り押さえられ、糞尿まみれで逮捕された。
川添らは、道路交通法・廃棄物処理法違反と公務執行妨害で起訴され、懲役10月（執行猶予3年）の有罪判決が下った。

## その他
- 実行犯の川添は、本事件により「ふん激戦士」の異名をとることになった。
- 「武器」となった糞尿は、群馬県内で牧場を経営していた運転手の実家から調達したという。